# Astragalus griseus
Astragalus griseus es una especie de planta del género Astragalus, de la familia de las leguminosas, orden Fabales.

## Distribución
Astragalus griseus se distribuye por Irán.

## Taxonomía
Fue descrita científicamente por Boiss. Fue publicada en Diagn. Pl. Orient. 6: 36 (1846).